# Sheridan-Gletscher
Der Sheridan-Gletscher ist ein Gletscher im US-Bundesstaat Alaska. Er befindet sich im Chugach National Forest 25 km östlich von Cordova.

## Geografie
Der 25 km lange Sheridan-Gletscher hat sein Nährgebiet auf 1200 m Höhe in den Chugach Mountains nördlich von Mount Murchison. Der im Mittel 1,5 km breite Sheridan-Gletscher strömt anfangs nach Südwesten, wendet sich später in südsüdwestlicher Richtung und endet 15 km von der Pazifikküste entfernt. Der Sheridan River fließt von der Gletscherzunge des Sheridan-Gletschers zum Meer. Dabei wird er vom Copper River Highway überquert.

## Namensgebung
Benannt wurde der Gletscher von W. R. Abercrombie während seiner Erkundung des Copper River im Jahr 1884 nach Philip Sheridan (1831–1888), Oberbefehlshaber der US-Armee während des Sezessionskrieges.